# Гисматуллина, Ханифа
Ханифа Гисматуллина (вторая половина XIX века, Томск — первая половина XX века) — педагог, теоретик педагогики, просветительница, писательница, публицист и поэтесса. Ханифа Гисматуллина была первой татаркой, опубликовавшей собственную книгу (1895). Одна из первых татарских поэтесс.

## Биография
Ханифа Гисматуллина родилась в семье учителя в городе Томске, получала уроки у отца, учителя в мужском медресе. После учёбы преподавала в школе для девочек при заводе Акчурина в селе Гурьевка Симбирской губернии (сейчас часть города Барыш). Ханифа Гисматуллина придавала большое значение вопросу образования девочек. Он начинает заново обучать их. Она делила учащихся на классы и использовала буквенно-звуковой метод. Ханифа Гисматуллина была признана крупным теоретиком педагогики. Она приложила немало усилий, чтобы привлечь девочек к учёбе, старалась сделать уроки интересными, радостными и весёлыми, что было необычным для её времени.
Ханифа Гисматуллина также писала и публиковала свои стихи (скорее всего, она была первой татаркой, опубликовавшей стихи под своим именем). Ранняя смерть мужа сильно повлияла на её поэтическое творчество. Риза Фахретдинов в своей книге «Знаменитые женщины» писал о Ханифе Гисматуллиной: «Она старейшая из юношей и девушек, чьи произведения пишутся в нашей стране… Овдовев, она посвятила всю свою жизнь образованию».

## Книги Ханифы Гисматуллиной

### Педагогическая теория
- «Мәгъдәнел-мәсаил» («Источник задач»), 1890 год.
- «Гакыйдәтел-әһлехак» («Убеждение людей истины»), 1895 год.
- «Тәргыйб» («Побуждение»), 1898 год[5]; в этом произведении Ханифа выступала за более активную борьбу женщин за свои права[6].

### Стихи
- В 1897 году вышел сборник лирических стихотворений «Тәгъзия» («Сострадание»).